# Museo Kreeger
El museo Kreeger es un museo privado ubicado en Washington D. C., en la antigua casa de David y Carmen Kreeger, y fue inaugurado en 1994. La colección incluye pinturas de los siglos XIX y XX y las esculturas, con obras de artistas de renombre internacional tales como Boudin, Cézanne, Epstein, Kandinsky, Monet, Moore, Munch, Picasso, Rodin, Stella y Van Gogh, junto con obras de artistas locales de Washington, tales como Sam Gilliam y el arte tradicional africano occidental y central. El museo también alberga arte y diversas actuaciones musicales.
La colección se encuentra en un edificio de arquitectura moderna diseñado por el arquitecto Philip Johnson y Richard Foster. Foster, socio de Johnson, supervisó la construcción del edificio y viajó dos veces a las canteras en Italia para supervisar la selección y el etiquetado de las losas.